# IC 5274
IC 5274 ist eine linsenförmige Galaxie vom Hubble-Typ S0 im Sternbild Pegasus am Nordsternhimmel. Sie ist schätzungsweise 454 Millionen Lichtjahre von der Milchstraße entfernt und hat einen Durchmesser von etwa 105.000 Lichtjahren. 

Im selben Himmelsareal befindet sich u. a. die Galaxie IC 5276.
Das Objekt wurde am 3. November 1896 von Stéphane Javelle entdeckt.